# Reservoir Music
Reservoir Music war ein US-amerikanisches Label mit Sitz in Kingston, New York.
Das Label Reservoir Music wurde 1987 von dem Arzt Mark Feldman († 2022), nachdem er das von ihm mitbegründete Label Uptown Records verlassen hatte, und seiner Frau Kayla Feldman (1943–2024) gegründet. Es veröffentlichte zunächst bisher unveröffentlichte Aufnahmen, die Mitte der 1980er Jahre während Feldmans Zusammenarbeit mit Uptown entstanden waren. Erste Veröffentlichung war Valery Ponomarevs Album Means of Identification, 1985 entstanden mit Ralph Moore, Dennis Irwin und Kenny Washington im Studio von Rudy Van Gelder.
Im Laufe seines Bestehens erschienen auf Reservoir Music insgesamt 97 Produktionen. Insbesondere das Sublabel Reservoir Records machte eigene, neue Aufnahmen,  u. a. für Alben von Pepper Adams, Kenny Barron, Dick Berk, Nick Brignola, John Fedchock, Barry Harris, John Hicks, Dick Katz, Steve Kuhn, Peter Leitch, Jon Mayer, Hod O’Brien, Joe Puma, Claudio Roditi und Rob Schneiderman. Letzte Produktion (mit der Nummer #177) war das Dezember 2003 aufgenommene Album The Tempest von Pete Malinverni.
Ende der 1990er Jahre galt Reservoir als eines der führenden Hard-Bop-Labels. Erwähnenswert ist seine Serie New York Piano, die unterschätzte Pianisten wie Rob Schneiderman, Hod O’Brien und Steve Kuhn förderte.
Das Jazzlabel ist nicht mit dem 2007 gegründeten Unternehmen Reservoir Media zu verwechseln.